# Minik Wallace
Minik Wallace (ur. ok. 1890; zm. 1918) – jeden z sześciu grenlandzkich Inuitów, którzy w kwietniu 1897 przybyli do Nowego Jorku wraz z Robertem Pearym. Był najmłodszym z nich. Miał wówczas około siedmiu lat.

## Życiorys
Minik urodził się około roku 1890 na Grenlandii. W kwietniu 1897 roku przybył do Nowego Jorku wraz z pięcioma Inuitami. Peary, zajęty własną karierą, stracił zainteresowanie przybyszami i umieścił ich w Amerykańskim Muzeum Historii Naturalnej, gdzie przetrzymywano ich w przegrzanej piwnicy i traktowano jak osobliwości i ciekawostki antropologiczne. Czterech z nich wkrótce zmarło a piąty powrócił na Grenlandię. Minik pozostał w Stanach Zjednoczonych sam, osierocony i wyobcowany. Chłopca zaadoptował kurator z Muzeum Historii Naturalnej, William Wallace. Mimo to Minik nie potrafił się dostosować do nieznanej sobie kultury.
W roku 1909, w wieku około 19 lat, powrócił na Grenlandię, gdzie przez kilka lat starał się dostosować do warunków życia w Arktyce. Niestety po latach rozłąki z ojczystym krajem i innymi Grenlandczykami zatracił swoją tożsamość. Nie potrafił już dobrze porozumiewać się w języku ojczystym ani polować i łowić ryby, toteż stopniowo zaczął tęsknić za wygodniejszym życiem w Nowym Jorku. W roku 1916 ponownie wyjechał do USA, gdzie dwa lata później, w roku 1918 zmarł na grypę hiszpankę.

## Minik w kulturze
W roku 1986 została wydana książka Kenna Harpera, zatytułowana: „Give Me My Father's Body. The Life of Minik, the New York Eskimo”. Historia Minika została także przedstawiona w filmie dokumentalnym z 2008 roku, zatytułowanym Minik, the Lost Eskimo.